# Legea naturii (Star Trek: Voyager)
„Legea naturii” (titlu original: „Natural Law”) este al 22-lea episod din al șaptelea sezon (și ultimul) al serialului TV american științifico-fantastic Star Trek: Voyager și al 168-lea episod în total. A avut premiera la 2 mai 2001 pe canalul UPN.

## Prezentare
Seven și Chakotay sunt blocați pe o planetă locuită de umanoizi primitivi.

## Actori ocazionali
- Paul Sandman – Ventu Healer
- Autumn Reeser – Ventu Girl
- Robert Curtis-Brown – Ambassador
- Neil Vipond – Fly Instructor Kleg
- Ivar Brogger – Barus
- Matt McKenzie – Port Authority Officer
- Brooke Benko – Transporter N.D.
- Tim McGrath – Ventu